# Juan Alberto Peña Lebrón
Juan Alberto Peña Lebrón (* 23. Juni 1930 in Luperón, Puerto Plata; † 3. Oktober 2022 in Moca) war ein dominikanischer Lyriker und Jurist.
Peña Lebrón besuchte die Grundschule in Imbert und die Sekundarschule in Santo Domingo und war als Stipendiat an der Escuela Normal de Varones Schüler von Andrés Avelino und Pedro Mir. Er wurde 1954 zum Doktor der Rechtswissenschaften promoviert und wurde Professor an der Päpstlichen Katholischen Universität „Mater et Magistra“ in Santo Domingo. Ab 1955 arbeitete er als Rechtsanwalt, 1956 wurde er Richter (Juez de Instrucción) im Gerichtsdistrikt Espaillat.
1948 machte ihn María Ugarte als Lyriker in ihrer Kolumne Colaboración Wscolar bekannt; aus den in dieser Kolumne vorgestellten Autoren ging in der Folge die Schriftstellergruppe der Generación del 48 hervor. Auch in den Cuadernos Dominicanos de Cultura, der Zeitschrift von Trujillos Partido Dominicano, erschienen 1949 drei seiner Gedichte. Weitere Gedichte erschienen in Anthologien wie der Antología mayor de la literatura dominicana von Manuel Rueda und Generación del 48 von Lupo Hernández Rueda. 1953 veröffentlichte er den Gedichtband Órbita inviolable mit einem Vorwort von Máximo Avilés Blonda. Von 1964 bis 1966 war er Codirektor der Zeitschrift Órbita inviolable.
Peña Lebrón war auch in anderen Schriftstellergruppen aktiv, so der Grupo de Escritores del Cibao (u. a. mit José Enrique García, Rafael Castillo, Pedro José Gris), dem Ateneo de Moca (mit Bruno Rosario Candelier, Pedro Pompeyo Rosario und Sally Rodríguez) der Grupo de Escritores de Salcedo (mit Pedro Camilo und Emelda Ramos), der Grupo de Escritores de San Francisco de Macorís (mit Héctor Amarante, Cayo Claudio Espinal und Orlando Morel) und der Grupo de Escritoresde Pimentel (mit Manuel Mora Serrano, Francisco Nolasco Cordero und Elpidio Guillén Peña). Für seine Verdienste als Schriftsteller, Gründungsmitglied der Generación del 48 und Jurist wurde er 2015 von der Senatsverwaltung der Provinz Espaillat und der Academia Dominicana de la Lengua geehrt.